# La Chapelle-Montmartin
La Chapelle-Montmartin település Franciaországban, Loir-et-Cher megyében. Lakosainak száma 409 fő (2022. január 1.). La Chapelle-Montmartin Anjouin, Chabris, Dun-le-Poëlier, Gièvres, Saint-Julien-sur-Cher, Saint-Loup és Villefranche-sur-Cher községekkel határos.

## Népesség
A település népességének változása:
| Lakosok száma | 213  | 306  | 329  | 383  | 422  | 436  | 435  | 419  | 411  | 409  |
|               | 1968 | 1982 | 1990 | 2006 | 2013 | 2015 | 2017 | 2019 | 2020 | 2022 |